# Севанская улица (Москва)
Сева́нская улица (до 1965 года — Пролета́рская улица в бывшем посёлке Ленино) — улица в районе Царицыно Южного административного округа города Москвы. 

## Расположение
Начинается от Каспийской улицы в районе ж/д платформы Царицыно, идёт в северо-западном направлении, пересекает Бакинскую улицу и улицу Бехтерева. После пересечения улицы Бехтерева идёт в западном направлении. Заканчивается переходом в Деловую улицу, рядом с Котляковским кладбищем. Нумерация домов — от Каспийской улицы.

## Происхождение названия
Улица названа по озеру Севан (Армения) в связи с расположением на юге Москвы.

## Примечательные здания и сооружения
- Дом 4, корпус 2 — детский сад.
- Дом 6 — школа № 1466 имени Надежды Рушевой.
- Дом 13 — школа талантливых детей.
- Дом 15, корпус 1 — супермаркет «Пятёрочка».
- Дом 29Г — Церковь Благовещения Пресвятой Богородицы.

## Транспорт
- Станция Царицыно Курского направления МЖД (МЦД-2).
- От станции метро «Царицыно»: автобусы с823, Н13 (ночной).
- От станции метро «Кантемировская»: автобусы е80, 818, с823, с891.